# Souahlia
Souahlia (Tounane in berbero) è un comune dell'Algeria, situato nella provincia di Tlemcen. Confina a nord il mar Mediterraneo, ad ovest con Souk Tlata, a sud-est con Souani, a sud con Djebala, ed ad est con Tienet e Ghazaouet.

## Trasporti ed infrastrutture
Souahlia è collegata tramite la N7AA con Nekla e Ghazaouet.

## Geografia antropica
Nel 1962 la denominazione Tounane è stata sostituita con Souahlia. 
Il comune è stato istituito nel 1984.
Località del comune sono:
- Souahlia
- Bekhata
- Boukhenias
- Sedadna
- Haout
- Dar Bensaïd
- Ouled Dali
- Beghaoune
- Ouled Hammou
- Tounane (chef-lieu)
- Erzaïk
- Berrak
- Ouled Mebarek
- Ksar
- Zorg
- Hassi
- Boukouba
- Dar Boumedine
- Sidi Lahcène
- Merghaz
- Taouli
- Leghouara
- Ouled Salah
- Nekhla
- Tiferes
- Ouled Ramdane
- Diab
- Kherbet El Houari
- Bourich
- El Hadaba
- Dar Ben Aiche
- Zaouiet el Mira
- Dar Beïda
- Ouled Abdallah
- Sidi Brahim
- Sidi Bourahel
- El Ambar
- Mezaourou